# Gorakhpur (miasto)
Gorakhpur (hindi गोरखपुर) - miasto w północnych Indiach, w stanie Uttar Pradesh, na Nizinie Hindustańskiej, nad rzeką Rapti. Jest ośrodkiem przemysłowym (nawozów sztucznych, cukrowniczy, odzieżowy). W mieście znajduje się uniwersytet oraz węzeł kolejowy i drogowy.
Populacja miasta w 2001 roku wynosiła 624 570 mieszkańców.